# ريم المحمودي
ريم المحمودي (3 نوفمبر 1975  -)، مغنية إماراتية معتزلة.

## حياتها الخاصة
ولدت في الكويت، إنضمت إلى مسرح الفجيرة لتقديم «الأوبريت الوطني» الذي كان يقام فيه، أصبحت عضوا دائما ثم رئيسة لجنة فنية وثقافية في العام 1987 وإستمرّت هكذا طوال أحد عشر عاما درست الأدب الإنجليزي 

### توقفها وحياتها الأسرية
توقفت عن الغناء بعد آخر ألبوم لها الذي حمل عنوان «وينها» بسبب استقرارها في حياتها العائلية عند زواجها عام 2003 من المدير التنفيذي لشركة روتانا سالم الهندي ورزقت منه ابن وابنة هما «فيصل» و«عالية» لكنها استطاعت ان تبقي ما قدمته في أذهان المستمع الخليجي.
ً

## مشوارها الفني
بدايتها الحقيقية كانت عندما عرّفها الشاعر «عبد الله بن شمّا» إلى مدير عام شركة روتانا سالم الهندي الذي تبنّى موهبتها وساعدها على دخول الوسط الفني عام 1997 حيث حصدت نجاحا كبيرا منذ ظهورها الأول في أغنية «حسايف»، وكان الفنان عبد الله الرويشد من المساندين لها، لقبت بفيروز الخليج قدمت أغنية قال الوداع للفنان الإماراتي حارب حسن في إحدى السهرات التي انتجتها مؤسسة الإنتاج البرامجي المشترك وصورت لصالح تلفزيون الكويت ضمن سلسلة «رواد الغناء في مجلس التعاون»، كما أعاد خالد ناصر توزيع أغنيتي يا زين وأيا حبيب الروح بتطوير من الفنان الإماراتي الكبير عيد الفرج، مثل: قال الوداع، هلا يا سيد ترفان، كما قام إبراهيم جمعة بتطوير الحان ياروح من روحه ويا حبيب القلب، وأشرف على هذه السلسلة يوسف المهنا بمشاركة عدة زملاء منهم، فايز السعيد، سعيد سالم، عبد المنعم العامري، حسين الجسمي ومحمد المازم. 
تعتبر أول مغنية خليجية تغني باللهجة المصرية في إغنية وبقالك عين وأول مطربة خليجية تصور فيديو كليب بالتعاون مع المخرجة اللبنانية ميرنا خياط لأغنية حملت عنوان عمري، في عام 2001 قامت القناة الإذاعية «أف أم الإمارات» باستفتاء من الأكثر شعبية بين مطربات الإمارات وفازت على زميلتها المغنية أحلام بفارق كبير.

### عودتها من خلال الكتابة
في التاسع من مايو 2018 أطلقت كتابها الأول «بعض مني» الصادر عن دار «ذات السلاسل» وجرى حفل توقيع الكتاب في الكويت

## الألبومات
في رصيدها أربع ألبومات جميعها من إنتاج روتانا للصوتيات:-
| الألبوم     | العام | الأغاني                                                                                        |
| ----------- | ----- | ---------------------------------------------------------------------------------------------- |
| ريم 98      | 1998  | حسايف، خذني بقربك، ياحلو، كيفك، احبه، تعال، هذا كل شي                                          |
| جسر التواصل | 1999  | جسر التواصل، إحلوت أيامي، إنت وضميرك، غيرت رأيي، ياخوف قلبي، إلاهوانا، أبركها من ساعة، ماكنت   |
| عمري        | 2000  | عمري، أنا احبك، غيوم، أهمك، ما أصدق، زيك كثير، الله يكون في العون، بعد لك عين، لاجاك الريح     |
| وينها       | 2002  | وينها، مجروح، كيف، كل هالعالم، ماسألتوا، حالتي حاله، حب غيري، وبقالك عين، عيوني الثنتين، حبيبي |

## فيديو كليبات
صورت ريم العديد من الأغاني على طريقة الفيديو كليب، كانت تنتجها وتعرضها قناة art الموسيقى التابعة لشبكة 
شبكة راديو وتلفزيون العرب بشكل مكثف وحصري بالتعاون مع شركة روتانا للصوتيات ومنها:-
| الأغنية                                        | المخرج               | المنتج |
| ---------------------------------------------- | -------------------- | ------ |
| أوبريت أهل الخليج "لوحة الإمارات" و "إحنا ستة" | أحمد الدوغجي         | 1997   |
| قال الوداع                                     | أحمد الدوغجي         | 1998   |
| حسايف                                          | أحمد الدوغجي         | 1998   |
| أحبه                                           | كريم حمزة            | 1998   |
| تعال                                           | أحمد الدوغجي         | 1998   |
| كيفك                                           | محمد شعبان أبو السعد | 1998   |
| يا دبي                                         | أحمد المنصوري        | 1998   |
| جسر التواصل                                    | أحمد الدوغجي         | 1999   |
| إحلوت أيامي                                    | أحمد الدوغجي         | 1999   |
| إنت وضميرك                                     | أحمد الدوغجي         | 1999   |
| غيرت رأيي                                      | محمد شعبان أبو السعد | 1999   |
| عمري                                           | ميرنا خياط           | 2000   |
| شمس وشاطئ وبحر مع فايز السعيد                  | محمد فلكناز          | 2000   |
| أمي                                            | أحمد الدوغجي         | 2000   |
| أوبريت يا أمتي                                 | محمد العجمي          | 2000   |

## أغاني منفردة
- أمي
- دبي بمشاركة فايز السعيد
- الكويت
- بدري من ألبوم أهل المغنى 2001

## المهرجانات التي شاركت فيها
- الكويت: مهرجان هلا فبراير 1999
- لبنان: كازينوعاليه،1999
- الكويت: أوربت، 1998
- الكويت  لبنان  الإمارات العربية المتحدة : جلسات تلفزيون الكويت، بيت لودان، ART الموسيقى[17] 1998 - 2000
- الإمارات العربية المتحدة: ليالي دبي مهرجان دبي للتسوق، عيد الجلوس، أوبريت توحيد القوات المسلحة 1997،1998، 1999
- المغرب: مهرجان أغادير الأول 2001 [18]
- لبنان: حفل فندق فينيسيا 2001 [19]
- مصر: حفل قمة النجوم شرم الشيخ 2003